# The Crowd Roars
The Crowd Roars is een Amerikaanse actiefilm uit 1932 onder regie van Howard Hawks.

## Verhaal
De autocoureur Joe Greer neemt zijn getalenteerde broer Eddie op in zijn ploeg. Joe doet zijn best om zijn jongere broer te behoeden voor vrouwen. Eddie kan die overbezorgdheid niet appreciëren. Dat leidt tot spanningen op de renbaan.